# Cushmanidea
Cushmanidea är ett släkte av kräftdjur. Cushmanidea ingår i familjen Cushmanideidae.
Kladogram enligt Catalogue of Life:
| Cushmanidea | \| \| Cushmanidea cristifera \| \| \| \| \| \| Cushmanidea pauciradialis \| \| \| \| \| \| Cushmanidea seminuda \| \| \| \| |
|             | \| \| Cushmanidea cristifera \| \| \| \| \| \| Cushmanidea pauciradialis \| \| \| \| \| \| Cushmanidea seminuda \| \| \| \| |
|             | Hemicytherideis |
|             | |
|             | Pontocythere |
|             | |
|             | Cushmanidea cristifera |
|             | |
|             | Cushmanidea pauciradialis                                                                                                   |
|             | |
|             | Cushmanidea seminuda |
|             | |

|  | Cushmanidea cristifera    |
|  |                           |
|  | Cushmanidea pauciradialis |
|  |                           |
|  | Cushmanidea seminuda      |
|  |                           |